# Costum

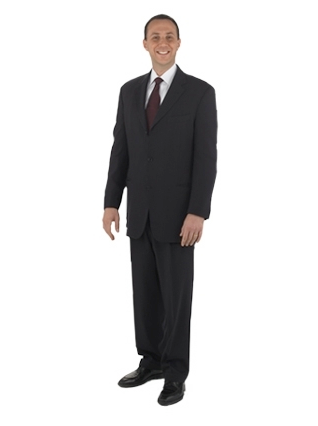
Bărbat în costum

Un costum este un ansamblu de îmbrăcăminte, care include o cămașă, pantaloni/rochie, un sacou, de foarte multe ori o cravată și, uneori, o vestă.
De obicei, costumele sunt confecționate din bumbac, stofă, satin dar și alte materiale textile.
Costumele se împart în trei categorii:
1. Costumele realizate la comandă în stil tradițional (costumele bespoke);
2. Costumele realizate într-un sistem automatizat, în fabrică (cele Made To Measure / MTM);
3. Costumele gata de purtat, ce pot fi achiziționate pe loc, din magazin (Ready To Wear).

## Situații care necesită purtarea costumului
Pentru mulți oameni, mai ales în societatea occidentală, purtarea costumului este rezervată pentru ocazii speciale, cum ar fi nunți, înmormântări, și alte evenimente formale.
În societatea modernă, costumele au devenit mai puțin frecvente ca o ținută de uzură de zi cu zi. În timpul anilor 1990, filosofia de management dominantă a favorizat ținuta casual pentru angajați deoarece scopul a fost de a încuraja un sentiment de deschidere și egalitarism. 

## Declin
Dacă în perioada interbelică costumul era o ținută de zi cu zi, spre sfârșitul anilor 1960, costumul a fost scos treptat din costumația zilnică atât în rândul bărbațiilor cât și al femeilor. Acest lucru a fost văzut ca o eliberare din conformitatea perioadelor anterioare.
În ziua de astăzi, multă lume poartă costum la locurile de muncă, unde este necesar un cod vestimentar.
Printre ocupațiile care necesită cod vestimentar se numără: meseria de avocat, economist, profesor, etc.

## Accesorii
Cele mai populare accesorii destinate costumului sunt:
- Cravata
- Papionul
- Batista de buzunar
- Acul de cravată
- Cravata Ascot